# 瑞安·凱利

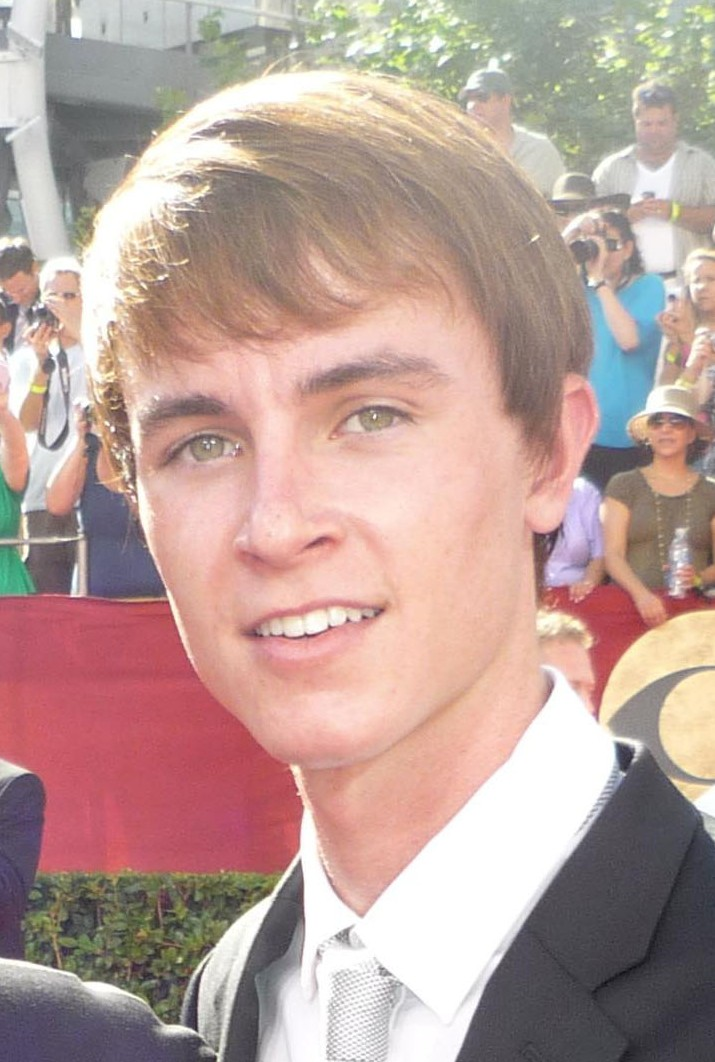
Ryan Kelley at 2009 Primetime Emmy Award

瑞安·凱利（英語：Ryan Kelley，1986年8月31日—）是美國的一位演員。他最著名的作品是電影為巴比祈禱。他出生在芝加哥的郊外。

## 外部連結
- 瑞安·凱利在互联网电影资料库（IMDb）上的資料（英文）